# Gynochthodes proboscidea
Gynochthodes proboscidea är en måreväxtart som beskrevs av Jean Baptiste Louis Pierre och Charles-Joseph Marie Pitard. Gynochthodes proboscidea ingår i släktet Gynochthodes och familjen måreväxter. Inga underarter finns listade i Catalogue of Life.